# Смоленская государственная сельскохозяйственная академия
Смоленская государственная сельскохозяйственная академия (СГСХА, сленговое название — СОХА) — высшее учебное заведение, расположенное в городе Смоленск.

## История
2 декабря 1929 года было принято решение об открытии в Смоленске сельскохозяйственного вуза на бюджетной основе. Для него было построено здание на улице Октябрьской революции. Открывшийся в 1935 году вуз назывался «Смоленский зоотехническо-ветеринарный институт». Ученые института совместно с опытной станцией полеводства и Государственной селекционной станцией по зерновым культурам вывели 11 сортов льна-долгунца, которые заняли почти половину всех сортовых посевов льна в Советском Союзе. За свои достижения станция была награждена орденом Трудового Красного Знамени, а научные сотрудники — медалями Всесоюзной сельскохозяйственной выставки.
В 1941 г. Смоленский сельскохозяйственный институт являлся вузом Наркомзема СССР и имел почтовый адрес: город Смоленск, улица Октябрьской революции, дом № 14.
В годы Великой Отечественной войны институт прекратил своё существование. В 1952 г. возобновил свою деятельность, но, так и не сделав ни одного выпуска, в 1956 г. был переведён в Великие Луки.
9 августа 1974 года по инициативе первого секретаря Смоленского областного комитета КПСС Министерство сельского хозяйства СССР издало приказ об организации в Смоленске филиала Московской сельскохозяйственной академии им. К. А. Тимирязева на базе учебных, бытовых и других зданий, передаваемых Смоленским областным исполкомом для размещения организованного филиала.
В декабре 1990 г. филиал ТСХА приобрел статус самостоятельного учебного заведения и вернул историческое название «Смоленский сельскохозяйственный институт».
26 июля 2006 года институт был переименован в Федеральное государственное образовательное учреждение высшего профессионального образования «Смоленская государственная сельскохозяйственная академия».
В настоящий момент учебный процесс по всем специальностям обеспечивают 100 преподавателей (76 имеют ученые степени и звания, в том числе один член-корреспондент РАСХН, 23 профессора, доктора наук и 57 кандидатов наук). Смоленская государственная сельскохозяйственная академия вошла в список 100 лучших вузов России.
Академия издаёт собственную газету «Смоленский Аграрий». При академии есть аспирантура.
С 2015 года в академии появилось дистанционное обучение.

## Факультеты

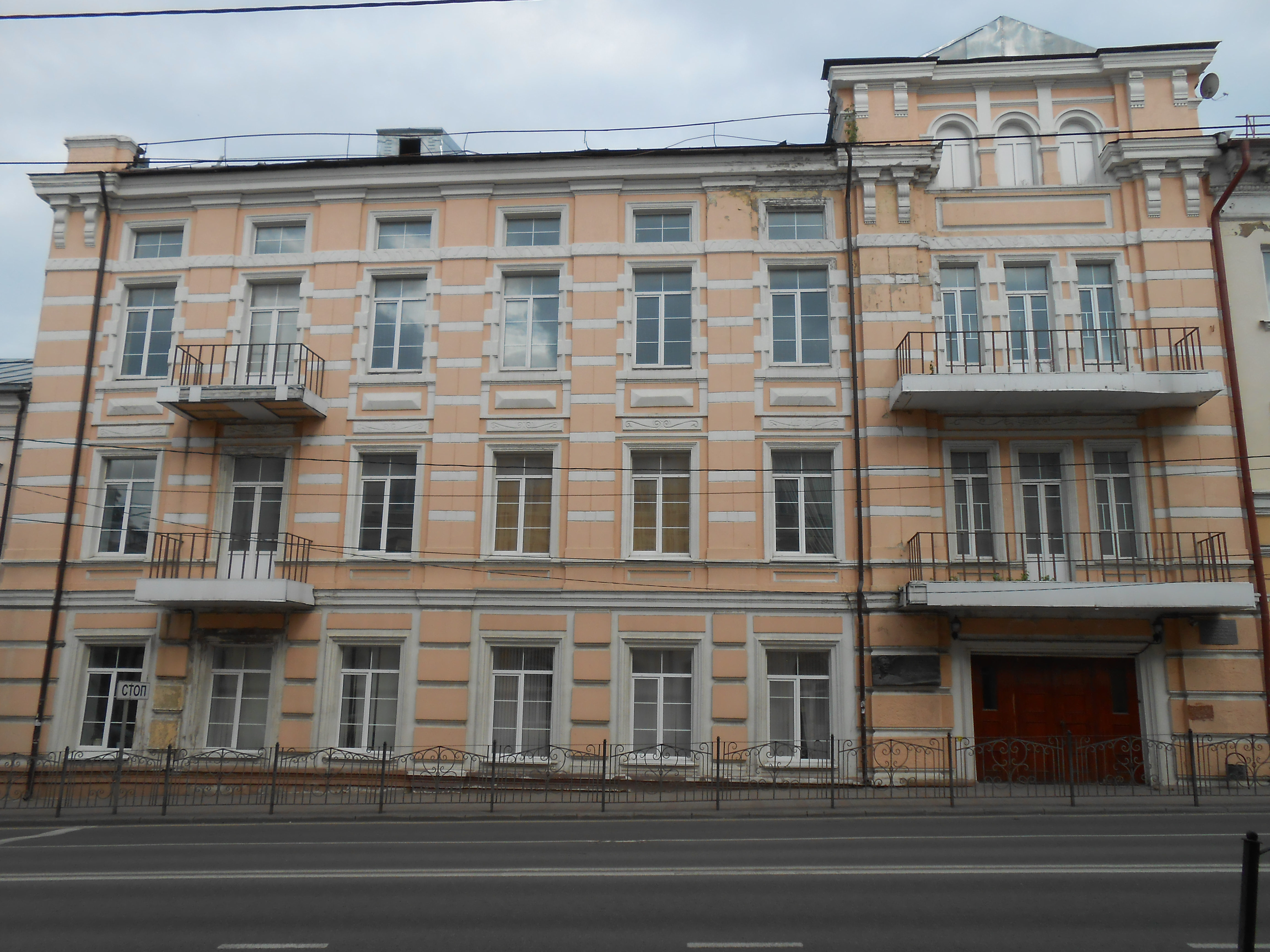
Учебный корпус № 2

- Экономический

Кафедра бухгалтерского учёта
Кафедра высшей математики
Кафедра гуманитарных наук
Кафедра иностранных языков
Кафедра информационных технологий и прикладной математики
Кафедра управления производством
Кафедра экономики и организации производства
- Технологий животноводства и ветеринарной медицины

Кафедра биотехнологии и ветеринарной медицины
Кафедра общей зоотехники
Кафедра физического воспитания
Кафедра частной зоотехники
- Инженерно-технологический

Кафедра агрономии, землеустройства и экологии
Кафедра кормопроизводства и ботаники
Кафедра механизации
Кафедра переработки сельскохозяйственной продукции
Кафедра растениеводства
а также подготовительное отделение.

## Здания
Сельскохозяйственная академия имеет три корпуса, расположенных в исторической части города.
- Главный корпус (ул. Большая Советская, 10/2) находится в здании бывшего Дома Красной Армии.
- Второй корпус (ул. Большая Советская, 27/20) расположен в здании бывшей 2-й женской гимназии.
- Третий корпус (ул. Ленина, 20) построен в начале 1980-х годов на месте несохранившейся Одигитриевской церкви.